# Kuru (re)
Kuru è un personaggio della mitologia indiana, re dell'omonimo regno. La sua vicenda è narrata nel Mahabharata.
Era figlio di Samvarana e Tapati, a sua volta figlia della divinità solare Surya.
Ebbe due mogli, di nome Shubhangi e Vahini. Da Shubhangi ebbe il figlio Viduratha mentre da Vahini ebbe cinque figli, Ashvavat, Abhishyat, Citraratha, Muni, e Janamejaya.
Fu un re noto per le sue virtù e le sue pratiche ascetiche. La regione di "Kurujangal", più nota come Kurukshetra, fu chiamata così in suo onore.
Nella letteratura, Kuru è un antenato di Pandu e dei suoi discendenti, i Pandava, così come di Dhritarashtra e i suoi discendenti, i Kaurava. In effetti quest'ultimo nome è un patronimico che deriva da Kuru.